# گاشنو
گاشنو (به لهستانی:  Gaśno) یک روستا در لهستان است که در گمینا گوستنگن واقع شده‌است.